# Сосва
Со́сва (на руски: Сосьва) е река в Азиатската част на Русия, Западен Сибир, дясна съставяща на река Тавда (от басейна на Тобол, Иртиш, Об), протичаща изцяло на територията на Свердловска област, с дължина 635 km, която ѝ отрежда 119-о място по дължина сред реките на Русия.
Река Сосва води началото си от източния склон на Северен Урал, на 714 m н.в., в северозападната част на Свердловска област. Първите 30-ина km реката тече в северна посока, успоредно на главния Уралски хребет. След това завива на изток, заобикаля от юг и югоизток масива Денежкин Камен (1492 m) и източно от град Североуралск излиза от планината и навлиза в западната част на Западносибирската равнина. В този първи участък Сосва е типична планинска река – тясна долина със стръмни склонове, прагове и бързеи. В Западносибирската равнина протича по дъното на широка долина, по която силно меандрира, с множество старици, протоци и малки непостоянни пясъчни острови. В този участък посоката на течението ѝ е на юг-югоизток. След село Молва реката остро завива на североизток и навлиза в силно заблатена територия, като меандрите и стариците ѝ още повече се увеличават. На 12 km северно от посьолок Гари, на 63 m н.в. се съединява с идващата отляво река Лозва и двете дават началото на пълноводната река Тавда (ляв приток на Тобол от басейна на Иртиш и Об).
Водосборният басейн на река Сосва обхваща площ от 24,8 хил. km2, което представлява 28,04% от водосборния басейн на река Тавда и изцяло се простира на територията на Свердловска област.
Границите на водосборния басейн на реката са следните:
- на североизток – водосборния басейн на река Лозва, лява съставяща на Тавда;
- на юг – водосборния басейн на река Тура, ляв приток на Тобол;
- на запад – водосборния басейн на река Волга.

Река Сосва получава множество притоци, като 5 от тях са с дължина над 100 km:
- 501 ← Вагран 137 / 1620
- 400 → Лангур 129 / 865
- 372 ← Туря 128 / 1160
- 333 ← Каква 170 / 1970
- 203 ← Ляля 258 / 7430, при село Романово

Подхранването на река Сосва е смесено, като преобладава снежното с ясно изразено пролетно пълноводие от април до юли, лятно-есенно маловодие от август до октомври. Среден годишен отток на 140 km от устието 123,28 m3/s (максимален 2210 m3/s, минимален 4,48 m3/s). Годишното колебание на нивото на реката достига до 5 – 6 m. Замръзва в началото на ноември, а се размразява в края на април.
По течението на Сосва са разположени сравнително малко населени места, в т.ч. селищата от градски тип Сосва и Гари (районен център)
Река Сосва е плавателна при високи води на 333 km от устието и се използва основно за транспортиране на дървен материал.